# César Rodríguez
César Rodríguez Álvarez (voetbalnaam César, bijnaam: el Pelucas; León, 29 juni 1920 - Barcelona, 1 maart 1995) was een Spaans voetballer en voetbalcoach. Hij is vooral bekend geworden als aanvaller van FC Barcelona. César speelde 351 wedstrijden voor de Catalaanse club, waarin hij 232 doelpunten maakte. Hiermee was hij topscorer aller tijden bij FC Barcelona tot 20 maart 2012 toen Lionel Messi zijn record overnam.

## Loopbaan als speler
Na eerst voor Frente de Juventudes de León en Granada CF te hebben gespeeld, werd César in 1943 door FC Barcelona gecontracteerd als vervanger van een eveneens trefzekere spits Mariano Martín. Met César in het elftal werd de Catalaanse club vijf keer kampioen (1945, 1948, 1949, 1952, 1953) en werd verder tweemaal de Copa Latina (1949, 1951) en driemaal de Copa del Generalísimo (1951, 1952, 1953) gewonnen. Bovendien werd César in het seizoen 1948/1949 met 28 doelpunten topscorer van de Primera División. In 1955 vertrok de aanvaller bij FC Barcelona, waarna hij nog bij Cultural Leonesa en Elche CF speelde.
Hij speelde verder twaalf interlands voor het Spaans nationaal elftal, waarin de aanvaller zes doelpunten maakte. César nam in 1950 met Spanje deel aan het WK in Brazilië.

## Loopbaan als coach
In 1963 werd César trainer van FC Barcelona, maar in zijn twee jaar bij zijn oude club won hij echter geen prijzen.